# Marathon van Nagano 2003
De marathon van Nagano 2003 (ook wel Nagano Olympic Commemorative) vond plaats op zondag 20 april 2003 in de Japanse stad Nagano. Het was de vijfde editie van deze marathon.
De wedstrijd bij de mannen werd een overwinning voor de Keniaan Erick Wainaina in 2:12.00. Hij had ruim twee minuten voorsprong op Josia Thugwane uit Zuid-Afrika, die in 2:14.18 over de streep kwam. Bij de vrouwen won net als vorig jaar de Russische Madina Biktagirova de wedstrijd, ditmaal in 2:28.23. Haar landgenote Alevtina Ivanova  volgde op bijna driekwart minuut in 2:29.05.

## Uitslagen

### Mannen
| rang   | naam               | land | tijd    |
| ------ | ------------------ | ---- | ------- |
| Goud   | Erick Wainaina     | KEN  | 2:12.00 |
| Zilver | Josia Thugwane     | RSA  | 2:14.18 |
| Brons  | Noriyuki Mizuguchi | JPN  | 2:14.26 |
| 4      | Kikuo Ozawa        | JPN  | 2:14.48 |
| 5      | Shinichi Watanabe  | JPN  | 2:16.13 |
| 6      | Yasuaki Yamamoto   | JPN  | 2:16.30 |
| 7      | Takanori Fujii     | JPN  | 2:16.36 |
| 8      | Satoshi Yoshihashi | JPN  | 2:17.22 |
| 9      | Shinobu Minami     | JPN  | 2:18.15 |
| 10     | Nelson Ndereva     | KEN  | 2:20.07 |
| 11     | Tsutomu Irino      | JPN  | 2:20.26 |
| 12     | Artur Osman        | POL  | 2:21.11 |
| 13     | Tsubasa Uematsu    | JPN  | 2:21.30 |
| 15     | Takashi Nakajima   | JPN  | 2:22.51 |
| 18     | Abraham Assefa     | ETH  | 2:26.32 |
| 20     | Abebe Mekonnen     | ETH  | 2:26.51 |
| 21     | Gebre Tadesse      | ETH  | 2:27.31 |

### Vrouwen
| rang   | naam               | land | tijd    |
| ------ | ------------------ | ---- | ------- |
| Goud   | Madina Biktagirova | RUS  | 2:28.23 |
| Zilver | Alevtina Ivanova   | RUS  | 2:29.05 |
| Brons  | Fatuma Roba        | ETH  | 2:31.05 |
| 4      | Hisae Yoshimatsu   | JPN  | 2:32.17 |
| 5      | Tomoe Yokoyama     | JPN  | 2:36.27 |
| 6      | Elzbieta Jarosz    | POL  | 2:38.09 |
| 7      | Chihiro Tanaka     | JPN  | 2:38.34 |
| 8      | Ai Sugihara        | JPN  | 2:40.12 |
| 9      | Georgia Ambatzidou | GRE  | 2:41.48 |
| 10     | Ai Toyama          | JPN  | 2:47.34 |
| 11     | Yoshiko Fukuchi    | JPN  | 2:48.42 |
| 12     | Hifumi Fukuyasu    | JPN  | 2:50.26 |
| 13     | Chiemi Koana       | JPN  | 2:51.51 |
| 15     | Junko Takeuchi     | JPN  | 2:57.34 |

Shinmai-periode:

1958 ·
1959 ·
1960 ·
1961 ·
1962 ·
1963 ·
1964 ·
1965 ·
1966 ·
1967 ·
1968 ·
1969 ·
1970 ·
1971 ·
1972 ·
1973 ·
1974 ·
1975 ·
1976 ·
1977 ·
1978 ·
1979 ·
1980 ·
1981 ·
1982 ·
1983 ·
1984 ·
1985 ·
1986 ·
1987 ·
1988 ·
1989 ·
1990 ·
1991 ·
1992 ·
1993 ·
1994 ·
1995 ·
1996 ·
1997 ·
1998

Nagano-periode:

1999 ·
2000 ·
2001 ·
2002 ·
2003 ·
2004 ·
2005 ·
2006 ·
2007 ·
2008 ·
2009 ·
2010 ·
2011 ·
2012 ·
2013 ·
2014 ·
2015 ·
2016 ·
2017